# Zillmer-Verfahren
Das Zillmer-Verfahren (auch Zillmerungs-Verfahren) ist eine mathematische Formel zur Berechnung des wirtschaftlichen Wertes der Verpflichtung, die ein Versicherer aus einem Lebensversicherungsvertrag hat. Es ist ein vereinfachtes Berechnungsverfahren, das daher nur bei bestimmten einfach gestalteten Lebensversicherungen anwendbar ist. Das Zillmer-Verfahren ist in einigen Ländern, insbesondere Mitteleuropas, für die Bestimmung der Deckungsrückstellung in der Bilanz des Jahresabschlusses eines Versicherers für solche Lebensversicherungen zugelassen. Es wurde ursprünglich durch eine Verfeinerung aus dem zuerst entwickelten Nettobeitrags-Verfahren abgeleitet. Diese Verfeinerung wird auch als Zillmerung dieses Verfahrens bezeichnet, das zugehörige Verb ist zillmern. Veraltet wird die Vorgehensweise Zillmerei genannt.
Mit dem Begriff „Zillmerung“ wird teilweise auch der Umstand bezeichnet, dass der wirtschaftliche Wert eines Lebensversicherungsvertrages in der ersten Zeit deutlich unter der Summe der bereits gezahlten Beiträge liegt. Der Begriff wird in diesem Sinne ohne Rücksicht darauf verwendet, ob der Vertragswert tatsächlich mit dem Zillmer-Verfahren oder einer anderen Formel zur Bestimmung des Vertragswertes ermittelt wurde. Der Begriff bezieht sich hier auf eine Eigenschaft des wirtschaftlichen Wertes, nicht auf die mathematische Vorgehensweise bei der Berechnung. Im Schrifttum wird oft nicht zwischen beiden Bedeutungen differenziert.

## Zweck des Zillmer-Verfahrens
Das Zillmer-Verfahren wird hauptsächlich verwendet, um die Deckungsrückstellung bestimmter einfacher Lebensversicherungsverträge für die Bilanz des Jahresabschlusses des Versicherers zu berechnen. Ziel ist es dabei, durch das entsprechend einfache Verfahren den Wert eines solchen Vertrages mit sehr geringem technischen Aufwand dennoch zutreffend zu bestimmen. Damit konnten die erforderlichen Berechnungen in der Zeit vor Verfügbarkeit von Computern bei erheblich reduzierten Aufwand auf dem Papier durchgeführt werden.

## Anwendungsbereich
Das Zillmer-Verfahren kann nur bei sehr einfachen Lebensversicherungsverträgen (konventionelle Risikolebensversicherungen, gemischten Lebensversicherungen und Rentenversicherungen mit fest vereinbarter Höhe der Leistungen) angewandt werden. Die Beitragszahlung muss jährlich über die ganze Vertragsdauer erfolgen. Weiter dürfen Kosten nur einmalig zu Beginn und gleichmäßig über die Vertragslaufzeit verteilt anfallen. Für die Krankenversicherung gibt es entsprechende Formeln.

## Geschichtliche Entwicklung des Zillmer-Verfahrens
Die Formel ist nach dem Versicherungsmathematiker August Zillmer (1831–1893) benannt, der das Verfahren 1863 vorstellte. Hintergrund war das Aufkommen anfänglich einmalig zu zahlender Provisionen in der Lebensversicherung. Zuvor wurden die Provisionen üblicherweise über die Laufzeit verteilt gezahlt. Die bis dahin üblichen Verfahren bewerteten die Verpflichtung des Versicherers für die Bilanz im Fall der einmaligen Provisionen entweder zu hoch oder zu niedrig. Dies brachte Versicherer immer wieder in finanzielle Schwierigkeiten. Zu hohe Deckungsrückstellungen verhinderten, dass neu gegründete Versicherer ausreichend wachsen konnten, während zu niedrige Deckungsrückstellungen auch bei etablierten Versicherern bei zu vielen Kündigungen oder unzureichende Kapitalerträge zur Überschuldung führen konnte. Zillmer verbesserte die vorhandenen Verfahren zum Zillmer-Verfahren so, dass sich für die Verträge im Anwendungsbereich des Verfahrens stets eine angemessene Näherung für den Wert des Vertrages ergab.
Da das Zillmer-Verfahren insbesondere zugunsten von neugegründeten Versicherern war, unterstützten die etablierten Versicherer das Zillmer-Verfahren nicht. Zudem lieferte es Beträge, die zwischen den Ergebnissen der bis dahin üblichen Verfahren lagen. Daher war es den Einen zu vorsichtig, den Anderen zu unvorsichtig. Es entspann sich ein etwa 40 Jahre andauernder Konflikt, bis noch ausgereiftere Verfahren zeigten, dass das Zillmer-Verfahren in seinem Anwendungsbereich korrekte Ergebnisse liefert. Letztlich wurde das Zillmer-Verfahren durch das VAG 1901 anerkannt und in der Folgezeit zur Selbstverständlichkeit.
Dennoch hatte sich während dieses Streits in der Öffentlichkeit der Eindruck festgesetzt, durch das Zillmer-Verfahren würde der Wert des Vertrages gekürzt. Eigentlich zurückzustellende Beiträge würden zur Deckung von Abschlusskosten verwendet. Obwohl Mathematiker dem widersprachen und feststellten, das Verfahren berechne direkt den Wert des Vertrages zutreffend, haftet dem Zillmer-Verfahren bis heute ein unguter Ruf an. Es wird nicht wahrgenommen, dass der anfangs niedrige Vertragswert wirtschaftlich begründet ist und sich nicht als Folge der Bewertungsmethode so ergibt.
Hintergrund war auch, dass Zillmer sein Verfahren selbst mit bestimmten Einschränkungen versah, die in manchen Fällen zu hohe Werte lieferten. Er erkannte zwar, dass der Wert des Vertrages in der Anfangszeit oft eine Weile negativ ist, aber er stellte als Nebenbedingung bei der Berechnung auf, dass unabhängig davon spätestens am Ende des ersten Jahres die Deckungsrückstellung positiv sein soll. Den von ihm statt des vertraglichen Beitrags in der Berechnung verwendeten niedrigeren Zillmer-Beitrag begrenzte er entsprechend. Hierdurch entstand der Eindruck, die Zillmerung bedürfe der Begrenzung, sie sei also insgesamt zweifelhaft, obwohl diese Begrenzung keine wirtschaftliche Begründung hat. Andererseits stellte das Zillmer-Verfahren nicht sicher, dass in dem Vertragswert zukünftige laufend anfallende Kosten ausreichend berücksichtigt werden. Die hierzu erforderliche Nebenbedingung stellte Zillmer nicht auf.
Das 1901 verabschiedete deutsche Versicherungsaufsichtsgesetz erlaubte die Anwendung des Zillmer-Verfahren bei der Bestimmung der Deckungsrückstellung mit den von Zillmer vorgeschlagenen Einschränkungen. Andere Länder folgten bald. Durch den Ersten Weltkrieg beschränkte sich die umfassende Verwendung des Zillmer-Verfahrens aber auf Mitteleuropa. Im Rest der Welt nahmen die versicherungsmathematischen Methoden lange eine andere Entwicklung, bei der der Wert des Vertrages durch zwei oder noch mehr getrennt berechnete Bilanzposten in Kombination dargestellt wurde. In jüngster Zeit nähert sich die Vorgehensweise in der Rechnungslegung, insbesondere bei Anwendung der International Financial Reporting Standards, wieder dem Zillmer-Verfahren an. Es ergeben sich weitgehend entsprechende Werte, sogar ohne jede Begrenzung, aber mittels modernerer mathematischer Methoden, da diese wirtschaftlich als zutreffende Werte angesehen werden (IFRS 17.33 und 38(c)(i)). Entsprechendes gilt für die nach den Regeln von Solvabilität II bestimmten Vertragswerte (§77 VAG).
Das Zillmer-Verfahren ist genauso wie die früheren Verfahren so konstruiert, dass es mit relativ wenigen Rechenschritten auskommt. Dies war vor der Verfügbarkeit von Computern für die Bestimmung des Wertes einer großen Zahl von Lebensversicherungsverträgen unabdingbar. Durch die modernen Computer ist aber die Notwendigkeit, die Zahl der Rechenschritte stark zu begrenzen, praktisch entfallen. Daher können heute deutlich präzisere und flexiblere Verfahren angewandt werden, mit denen jede gewünschte Vertragsgestaltung abgebildet werden kann. Das Zillmer-Verfahren ist daher inzwischen technisch überholt. Für seit den Zeiten Zillmers übliche einfache Verträge wird es allerdings auch heute noch umfassend verwendet, da es bisher keinen Grund gibt, die wesentlich kostenintensiveren modernen Systeme einzuführen. Die weitere Entwicklung der Vorschriften zur Solvabilität und zur Rechnungslegung lassen vermuten, dass das Zillmer-Verfahren zukünftig in der Praxis verschwinden wird. Durch das deutsche VVG wurde 2008 die Anwendung des Zillmer-Verfahrens zur Bestimmung des Rückkaufswertes unmöglich gemacht, da hiernach Kosten über 5 Jahre zu verteilen sind. Diese Vorgaben entsprechen nicht mehr dem Anwendungsbereich des Zillmer-Verfahrens.

## Der mittels des Zillmer-Verfahrens zu bestimmende Wert der Verpflichtung eines Vertrages
Mit dem Zillmer-Verfahren soll der wirtschaftliche Wert der Verpflichtung eines Versicherers aus einem Lebensversicherungsvertrag bestimmt werden. Der wirtschaftliche Wert einer Verpflichtung aus einem Vertrag bestimmt sich allgemein durch folgende Formel (§ 341f HGB):
Wirtschaftlicher Wert =
heutiger Wert der zukünftigen Ausgaben auf Grund des Vertrages, also hier die zukünftigen erwarteten Versicherungsleistungen und Kosten, abzüglich des
heutigen Wertes der zukünftigen Einnahmen auf Grund des Vertrages, also hier die vertraglichen Beiträge
Der heutige Wert der Verpflichtung entspricht also dem heutigen Wert der zukünftigen Ausgaben auf Grund des Vertrages, soweit sie nicht noch durch zukünftige Einnahmen aus dem Vertrag gedeckt werden. Der heutige Wert von zukünftigen Zahlungen bestimmt sich als Barwert dieser Zahlungen. Bei unsicheren zukünftigen Zahlungen sind diese versicherungsmathematisch mit ihrer Wahrscheinlichkeit zu gewichten. Die Zahlungen auf Grund von Versicherungsverträgen zeichnen sich durch eine besonders hohe Unsicherheit aus, insbesondere die Leistungen.
Diese wirtschaftliche Betrachtung entspricht der mathematischen Vorgehensweise, die in der Mathematik als prospektives Verfahren bezeichnet wird. Das prospektive Verfahren berücksichtigt sämtliche zukünftigen Zahlungen (Ein- und Auszahlungen) unter dem Vertrag und dies mit dem erwarteten Wert. Dabei werden die zukünftigen Zahlungen auf den Berechnungstermin, für Zwecke der Rechnungslegung der Bilanzstichtag, abgezinst.
Die Bestimmung des Wertes der Verpflichtung aus einem Lebensversicherungsvertrag erfordert also die Berücksichtigung von sehr vielen, oft in weiter Zukunft liegenden und zugleich sehr unsicheren Zahlungen. Die möglichst präzise mathematische Umsetzung erfordert umfangreiche Annahmen sowie Schätzungen und beinhaltet eine sehr große Zahl von Rechenschritten. Diese können auch heute nur mit leistungsfähigen Computern durchgeführt werden. Insbesondere werden häufig stochastische Modelle benötigt. Das Zillmer-Verfahren ist eine Formel, die das sehr aufwändige prospektive Verfahren durch Vereinfachungen auf relativ wenige Rechenschritte reduziert, die auch ohne Computer in angemessener Zeit durchgeführt werden können. Sie reduziert aber auch bei der Verwendung von Computern die Komplexität und damit den Rechenaufwand und die Fehleranfälligkeit.

### Der Fall eines negativen Wertes der Verpflichtung in der Anfangszeit des Vertrages
Ein Versicherer ist gesetzlich verpflichtet, die Beiträge mit dem Kunden wenigstens so hoch zu vereinbaren, dass diese alle Ausgaben, die erwartungsgemäß durch den Vertrag entstehen werden, decken können (z. B. in Deutschland durch § 11 Abs. 1 VAG bestimmt). Der heutige Wert der erwarteten Ausgaben ist bei Vertragsabschluss also nicht höher, als der heutige Wert der zukünftigen Beiträge. Die Beiträge sind zudem so vorsichtig zu bestimmen, dass der Versicherer erwartet, auch bei sehr ungünstigen Entwicklungen noch alle Ausgaben decken zu können. Im Normalfall und erst recht in allen günstigen Fällen sind die Beiträge damit zu hoch. Bei den meisten Verträgen weltweit werden die zu viel erhobenen Beiträge zum überwiegenden Teil den Versicherungsnehmern als Beitragsrückerstattung später erstattet. Bei Vertragsabschluss ist der wirtschaftliche Wert der Verpflichtung, also die Differenz beider Zahlen, des Versicherers damit regelmäßig negativ.
Direkt bei Vertragsabschluss erfolgen schon erste Zahlungen. Denn bei Vertragsbeginn muss der erste Beitrag gezahlt werden (z. B. in Deutschland durch § 33 VVG bestimmt), damit erfolgt sofort schon die erste der erwarteten Einnahmen. Doch ist der Abschluss des Vertrages und der Einzug des ersten Beitrags gleichzeitig auch mit ersten Ausgaben verbunden. Insbesondere muss, falls der Vertrag über einen Versicherungsvertreter vermittelt wurde, diesem die mit ihm vereinbarte Provision gezahlt werden (z. B. in Deutschland durch § 92 Abs. 4 HGB bestimmt). Durch beides ändert sich in der nachfolgenden Berechnung der Wert der danach noch verbleibenden zukünftigen Einnahmen und Ausgaben, da einige davon schon erfolgt sind.
Meist sind die sofort zu Beginn erfolgenden Ausgaben höher als die erste Einnahme. Dadurch mindert sich durch die ersten Zahlungen bei Vertragsbeginn der ohnehin zuvor schon negative Wert der Verpflichtung aus Sicht des Versicherers weiter. Er ist jetzt meist deutlich negativ und dies ändert sich erst im Laufe einiger Beitragszahlungen. Denn mit jeder Beitragszahlung wird das Abzugsglied, der heutige Wert der zukünftigen Einnahmen, kleiner und damit der Wert, also die Differenz zwischen dem heutigen Wert der zukünftigen Ausgaben abzüglich dem heutigen Wert der zukünftigen Einnahmen, größer. Das erste Glied, der Wert der zukünftigen Ausgaben, verringert sich hingegen kaum, da bei fast allen Lebensversicherungsverträgen in der ersten Zeit nur wenige Ausgaben anfallen.
Der Wert der Verpflichtung von Lebensversicherungsverträgen verbleibt daher nach Vertragsabschluss rechnerisch meist für eine ganze Weile negativ. Dies gibt die wirtschaftliche Situation aus Sicht des Versicherers wieder. Der Versicherer hat schon mehr Ausgaben getätigt, als er Einnahmen durch den Vertrag erzielt hat. Er erwartet aber, dass die zukünftigen Beiträge nicht nur die erwarteten zukünftigen Ausgaben, sondern auch diese bereits erfolgte anfängliche Mehrausgabe decken werden. Auch wenn dies wirtschaftlich als Verpflichtung und damit negativ gebucht wird, erwartet der Versicherer aber eigentlich zukünftig Deckungsbeiträge, also Einnahmen.

### Bilanzielle Berücksichtigung negativer Werte der Verpflichtung
Ist der Wert einer Verpflichtung schon direkt bei Vertragsabschluss negativ, ist die Rückstellung für die Verpflichtung mit Null anzusetzen, da negative Rückstellungen bilanziell nicht zulässig sind. Grundsätzlich darf in dieser Höhe auch keine Forderung angesetzt werden. Denn der durch den negativen Wert repräsentierte erwartete Überschuss aus dem Vertrag darf nur entsprechend der Vertragserfüllung, nicht schon vorab bei Abschluss des Vertrages, angesetzt werden (Realisationsprinzip).
Anders ist dies, wenn der Wert der Verpflichtung direkt nach Vertragsabschluss durch erfolgte Ausgaben sinkt. Der Versicherer hat in dem Fall die Erwartung, dass bereits getätigte Ausgaben in der Zukunft durch Erträge (Einnahmen) aus dem Vertrag gedeckt werden. Dieser wirtschaftliche Hintergrund wird auch in der Rechnungslegung berücksichtigt. Denn die Erwartung auf zukünftige, diese anfänglichen Ausgaben deckenden Einnahmen wird als Forderung bilanziert, obwohl schuldrechtlich keine Forderung auf die zukünftigen Beiträge besteht. Durch die Bilanzierung der erwarteten Beiträge ist die Erfolgsrechnung im Jahresabschluss trotz Zahlung der anfänglichen Ausgaben ausgeglichen. Ohne dieses Vorgehen würde ein Versicherer einen neuen, wirtschaftlich als profitabel kalkulierten Vertrag erst einmal als Verlustgeschäft ausweisen müssen. Dies wäre keine den tatsächlichen wirtschaftlichen Verhältnissen entsprechende Information über diese Transaktion für die Leser des Jahresabschlusses. In diesem Ausnahmefall ist es daher zulässig, eine schuldrechtlich nicht bestehende Forderung dennoch in der Bilanz auszuweisen.
Die Deckungsrückstellung ist so eine ganze Zeit lang niedriger als die Summe der schon gezahlten Beiträge, falls sie nicht sogar Null ist und eine Forderung ausgewiesen wird. Dies ergibt sich immer, wenn die anfänglichen Ausgaben die ersten Beiträge übersteigen. Das verwendete (zulässige) Verfahren zur Ermittlung der Deckungsrückstellung spielt dabei keine Rolle. Da ursprünglichen Verfahren diesen Wert aber nicht korrekt bestimmen konnten, sondern dies erst durch Zillmerung dieser Verfahren, also der Anwendung des Zillmer-Verfahrens erreicht wurde, ist dieser Umstand historisch mit dem Begriff „Zillmerung“ verbunden worden. Dabei ist es nicht eine besondere Eigenart des Zillmer-Verfahrens selbst, sondern des durch die besonderen Umstände bewirkten wirtschaftlichen Wertes des Vertrages.

## Das Zillmer-Verfahren

### Bedarf nach einem Näherungsverfahren
Das prospektive Verfahren ist sehr aufwändig, insbesondere da sehr viele mögliche Ausgaben und Einnahmen mit ihrer Wahrscheinlichkeit gewichtet berücksichtigt werden müssen. Die Berechnungen müssen für alle (oft hunderttausende) Verträge eines Versicherers einzeln durchgeführt werden (in Deutschland durch § 252 Abs. 1 Nr. 3 HGB bestimmt). Daher haben Mathematiker vor der Verfügbarkeit von Computern versucht, die Berechnung durch Näherungsverfahren zu vereinfachen (in Deutschland durch § 341e Abs. 3 HGB erlaubt), um den Aufwand für die Berechnung und die Fehleranfälligkeit zu mindern.
Im ersten Schritt fasste man ähnliche Verträge zusammen und berechnete nur den Wert der Summe dieser Verträge. Dies schränkte schon die mögliche Vertragsvielfalt ein, da sonst sich nur wenige Verträge geähnelt hätten. Doch auch diese Vereinfachung führte noch zu einer so großen Anzahl von verschiedenen Werten die berechnet werden mussten, dass eine Vereinfachung der Berechnung selbst unumgänglich war.
Daher wurde versucht, die Anzahl der erforderlichen Rechenschritte zu senken. Dies geschah durch geeignete Zusammenfassung von Zwischenergebnissen, die man nur einmal berechnet, dann in Tabellen festhält und immer wieder neu verwendet. Diese Zwischenergebnisse werden in der traditionellen Versicherungsmathematik als Kommutationswerte bezeichnet. In der traditionellen Versicherungsmathematik bestehen alle Berechnungen aus einer Verknüpfung solcher tabellierten Zwischenergebnisse, so auch das Zillmer-Verfahren. Die Verwendung solcher Kommutationswerte ist aber keine Näherung, sondern führt zum exakten Ergebnis. Kommutationswerte können aber nur verwendet werden, wenn die Verträge sehr einfach gestaltet sind. Die Gestaltung der Verträge, insbesondere aller verwendeten Berechnungsgrundlagen (als Rechnungsgrundlagen bezeichnet), wurde im Hinblick auf die Berechenbarkeit mit möglichst wenig Rechenschritten optimiert. So durften alle Größen ursprünglich überhaupt nur proportional zur Versicherungssumme oder zu den Beiträgen, die wiederum proportional zur Versicherungssumme sind, sein.
Doch reichte auch diese wesentliche Senkung der Rechenschritte selbst bei umfassender Anwendung von Tabellen nicht aus, um eine Berechnung von Hand im Massengeschäft zu ermöglichen. In einem weiteren Schritt wurden die Formeln darüber hinaus noch durch Näherungen vereinfacht. Während die sehr einfachen Leistungen sich gut durch Kommutationswerte darstellen ließen und hier auch nichts weiter vereinfacht werden konnte, bedeutete die Berücksichtigung der zukünftigen Ausgaben für eigene Kosten des Versicherers (für Vertragsabschluss und -verwaltung) durchaus eine Verdopplung oder gar Verdreifachung der Anzahl der Rechenschritte und der zu verknüpfenden Kommutationswerte, ein hierfür unangemessen hoher technischer Aufwand. Daher ignorierte man in der Anfangszeit der Versicherungsmathematik zur Vereinfachung einfach alle Ausgaben für zukünftige Kosten in der Berechnung.
Doch ergibt sich damit ein viel zu niedriger Wert, denn die von den Ausgaben abzuziehenden Beiträge decken auch die Kosten mit ab. Während der korrekte Wert Leistungen + Kosten − Beiträge ist, ist Leistungen − Beiträge viel zu niedrig und vor allem viel zu lange negativ. Die negativen Werte junger Verträge wurden sogar einfach mit den positiven Werten älterer Verträge saldiert, so dass einige Versicherer damals kaum Rückstellungen gebildet haben. Diese Vorgehensweise war international weit verbreitet, brachte die Versicherer aber in wirtschaftliche Gefahr, wenn zu viele junge Verträge gekündigt wurden. In Deutschland und einigen anderen Ländern wurde daher diese Vorgehensweise verboten.
Als Alternative verringerte man die Beiträge allein für Zwecke der Berechnung künstlich auf den Wert, der zur Deckung nur der Leistungen reichte, den sogenannten Netto-Beitrag. Dies war eine angemessene Lösung, bis im 19. Jahrhundert anfängliche Abschlussprovisionen statt ausschließlich laufender Kosten aufkamen. Für solche Fälle war der sich ergebende Wert nun aber viel zu hoch. Nur etablierte Versicherer konnten sich die Stellung solcher Deckungsrückstellungen leisten und dies führte dazu, dass die Neugründung von Versicherern kaum noch möglich war. Daher begann die Suche nach einem einfachen Verfahren, das den Wert der Verpflichtung auch bei anfänglichen Kosten stets annähernd richtig bestimmte.

### Die Näherung durch das Zillmer-Verfahren
Zillmer suchte den richtigen Wert zwischen den beiden traditionellen Verfahren, von denen eines zu hohe und das andere zu niedrige Ergebnisse liefert. Er verringerte den vertraglichen Beitrag nicht ganz so stark bzw. er erhöhte den Netto-Beitrag etwas, zum sogenannten Zillmerbeitrag oder gezillmerten Netto-Beitrag. Und zwar so, dass sich mit diesem in etwa der richtige Wert der Verpflichtung ergab, und zwar auch dann, wenn anfängliche Abschlusskosten anfielen. Denn Leistungen + Kosten - Beiträge entspricht etwa Leistungen - Zillmerbeitrag. Der Unterschied zwischen dem Zillmerbeitrag und dem vertraglichen Beitrag ist der Kostenzuschlag im Beitrag, der etwa den erwarteten zukünftigen (laufenden) Kosten entspricht. Lässt man beide weg, ändert sich das Ergebnis kaum. Dieses Weglassen des Kostenzuschlags und der zukünftigen Kosten ist die eigentliche mathematische Sicht und wird als implizite Berücksichtigung der Kosten bezeichnet. Hingegen wurde aus damaliger deutscher Sicht etwas zum Netto-Beitrag hinzugefügt, der sogenannte Zillmerzuschlag, und man nannte dieses Hinzufügen nach Zillmer eigentlich abfällig gemeint zillmern und den Vorgang sogar Zillmerei. Damit gilt Beitrag - Kostenzuschlag = Zillmerbeitrag = Netto-Beitrag + Zillmerzuschlag.
Je nach Art und erwartetem Zeitpunkt der Versicherungsleistungen sieht die Formel sehr unterschiedlich aus.

### Das Zillmer-Verfahren und Abschlusskosten
Bei dem Zillmer-Verfahren werden die gleichmäßig über die Vertragsdauer anfallenden Kosten bei den Ausgaben und der zur Deckung dieser Kosten vorgesehene Beitragsteil bei den Einnahmen weggelassen. Dies sind im Normalfall die Verwaltungskosten (im Sprachgebrauch der Rechnungslegung Verwaltungsaufwendungen, in Deutschland beschrieben in § 43 Abs. 3 RechVersV), und der sogenannte Verwaltungskostenzuschlag der Beiträge. Damit verbleibt in der Formel des Zillmer-Verfahrens im Rahmen der berücksichtigten zukünftigen Einnahmen als Kostenzuschlag nur noch der sogenannte Abschlusskostenzuschlag, der zur Deckung der Abschlusskosten (im Sprachgebrauch der Rechnungslegung Abschlussaufwendungen, in Deutschland beschrieben in § 43 Abs. 2 RechVersV) dient. Diese Hervorhebung des Abschlusskostenzuschlags hat den Eindruck hervorgerufen, bei dem Zillmer-Verfahren gehe es eigentlich um die Abschlusskosten. Tatsächlich werden nur zur Vereinfachung die Verwaltungskosten und die diese deckenden Zuschläge weggelassen, ohne dass sich das Ergebnis dadurch wesentlich ändert. Daher gilt im Sprachgebrauch die Zillmerung als Synonym für den Umstand, dass der Wert der Verpflichtung des Versicherers auf Grund der prospektiv berücksichtigten Abschlusskostenzuschläge eine ganze Zeit lang niedriger ist als die Summe der bereits gezahlten Beiträge. Tatsächlich werden bei allen Verfahren, mit denen der wirtschaftliche Wert eines Vertrages berechnet werden kann, zukünftige Einnahmen, die bereits erfolgte Ausgaben decken, antizipiert. Dies ist ein definierendes Merkmal eines prospektiven Verfahrens und reflektiert die allgemeingültige wirtschaftliche Eigenschaft eines Vertragswertes. Dies hat also spezifisch nichts mit dem Zillmer-Verfahren zu tun.

### Lösung des Problems der anfänglich negativen Vertragswerte
Zillmer löste das Problem der anfänglich negativen Vertragswerte durch den Vorschlag, den Abschlusskostenzuschlag so zu begrenzen, dass spätestens am Ende des ersten Versicherungsjahres der Wert des Vertrages positiv war. Für einen durchschnittlichen Vertrag berechnete er einen Satz von 1,25 % der Versicherungssumme als Grenze. Eine solche Grenze (Höchstzillmersatz) wurde später in den verschiedenen Staaten, in Deutschland 1901, gesetzlich so vorgesehen. Doch stellten schon Anfang des 20. Jahrhunderts negative Vertragswerte kein Problem mehr dar. Denn die eigentlich problematische Saldierung positiver Deckungsrückstellungen mit negativen Werten ist in der modernen Rechnungslegung wegen des Saldierungsverbots gar nicht zulässig. Die negativen Werte können höchstens gesondert als Forderung ausgewiesen werden. Da zugleich, in Deutschland ebenso ab 1901, die (positiven) Deckungsrückstellungen mit qualifizierten Kapitalanlagen zu bedecken waren, konnte es nicht mehr zu einer Saldierung oder einem bilanziellen Ausgleich zwischen negativen Vertragswerten junger Verträge und der Deckungsrückstellung älterer Verträge kommen. Daher war die von Zillmer 1863 vorgeschlagene Begrenzung eigentlich schon obsolet, als das Zillmer-Verfahren allgemein zugelassen wurde. Die Grenze wurde aber 1901 im VAG dennoch eingeführt, da diese Zusammenhänge noch nicht erkannt worden waren. Die Begrenzung gibt es bis heute, um Versicherer wirtschaftlich an der Zahlung zu hoher Abschlussprovisionen zu hindern und Minderungen der Überschussbeteiligung zu vermeiden. Dies hat also nichts mehr mit dem ursprünglichen Gedanken Zillmers zu tun.

## Rechtsgrundlagen des Zillmer-Verfahrens in der EU und am Beispiel Deutschlands
Da die Näherung durch das Zillmer-Verfahren die Deckungsrückstellung grundsätzlich erhöht, ist es ohne weiteres nicht zulässig. Denn Rückstellungen dürfen nach handelsrechtlichen Grundsätzen nicht über die notwendige Vorsicht hinaus überbewertet werden. Daher bedarf es einer rechtlichen Erlaubnis, durch Weglassen der Verwaltungskosten bei den Ausgaben und des diese übersteigenden Verwaltungskostenzuschlags bei den Einnahmen in dem gesetzlich vorgeschriebenen prospektiven Verfahren die Deckungsrückstellung unnötig zu erhöhen. Grundlage für den Jahresabschluss eines deutschen Versicherers ist EU-Recht. Aus handelsrechtlicher Sicht erlaubt Art. 18 Abs. 2 der EU-Richtlinie 91/674/EWG das Zillmer-Verfahren. Da der Jahresabschluss eines deutschen Versicherers neben dem normalen handelsrechtlichen Berichtszweck auch als Grundlage für die auf Vorsicht ausgerichtete Solvabilitätsbestimmung, die in der EU harmonisiert sind, gelten hier auch die diesbezüglichen EU-Vorschriften. Nach Art. 20 Abs. 1 Buchstabe E der EU-Richtlinie 2002/83/EG ist eine solche Erhöhung durch Weglassen der Verwaltungskosten, das sogenannte implizite Verfahren zulässig. Diese Erlaubnis des impliziten Verfahrens wird im deutschen Recht in § 25 Abs. 1 RechVersV umgesetzt. Statt des Begriffs implizites Verfahren wird der synonyme deutsche Begriff Zillmerungsverfahren verwendet. Durch diesen Verweis auf europäisches Recht wird dieser sonst im deutschen Recht nicht verbindlich definierte Begriff definiert.

### Berücksichtigung bei der Berechnung der Deckungsrückstellung sich ergebender negativer Werte als Forderung
Der in § 4 Abs. 1 DeckRV erwähnte Ansatz einer Forderung auf Ersatz der geleisteten, einmaligen Abschlusskosten, deren Ausweis nach § 15 RechVersV in der Bilanz als noch nicht fällige Forderungen erfolgt, ist nicht spezifisch für die Verwendung des Zillmer-Verfahrens bei der Berechnung der Deckungsrückstellung, sondern ergibt sich genauso bei dem prospektiven Verfahren und jedem anderen zulässigen Verfahren. Der Ansatz dieser Forderung beruht auf allgemeinen handelsrechtlichen Grundsätzen.
Nach allgemeinen handelsrechtlichen Grundsätzen dürfen zur Deckung bereits angefallener Aufwendungen zukünftig auf Grund vertraglicher Vereinbarungen erwartete Einnahmen im Fall eines teilerfüllten schwebenden Geschäftes als Forderung angesetzt werden, aber nur bis zur Höhe der tatsächlich angefallenen Aufwendungen. Voraussetzung für das Vorliegen eines teilerfüllten schwebenden Geschäftes ist, dass die Geschäftstätigkeit, in deren Rahmen die Aufwendungen anfielen, vertraglich Bestandteil des Vertrages ist und dass die erwarteten vertraglichen Einnahmen vertraglich auch als Entgelt für diesen Vertragsbestandteil vorgesehen sind. Hier muss also der Vertrag bestimmen, dass die Abschlusstätigkeiten des Versicherers im Rahmen des Vertrages erfolgen und dass die Beiträge auch ein Entgelt für diese Tätigkeiten sind. Dann darf ein sich bei der Berechnung der Deckungsrückstellung ergebender negativer Wert als Forderung angesetzt werden.

### Höchstzillmersatz
Durch das prospektive Verfahren und alle anderen zulässigen Verfahren werden zukünftige vertragliche Beiträge schon vorab bilanziell berücksichtigt, um in der Erfolgsrechnung die bereits angefallen Abschlusskosten ausgleichen zu können. Doch ist der Versicherungsnehmer nicht verpflichtet, zukünftig diese Beiträge zu zahlen (§ 165 Abs. 1 VVG). Dadurch fällt die in der Höhe angesetzte Forderung bei Beendigung der Beitragszahlung durch den Versicherungsnehmer sofort aus. Der dadurch entstehende Verlust kann zwar nicht den Bestand des Versicherers gefährden, aber er mindert die Überschüsse für die Eigentümer und für die Gemeinschaft der Versicherungsnehmer. Weiter erleichtert die bilanzielle Berücksichtigung solcher Beträge dem VU wirtschaftlich die Zahlung von Abschlussprovisionen. Um beides zu begrenzen, wird im Rahmen der staatlichen Aufsicht, also der gesellschaftlichen Kontrolle, nicht der Rechnungslegung, die Berücksichtigung von Beiträgen vorab begrenzt, durch den sogenannten Höchstzillmersatz. Er wird durch § 4 DeckRV festgelegt und beträgt ab dem 1. Januar 2015 2,5 % der Summe der vertraglichen Beiträge. Damit dürfen in der Deckungsrückstellung bzw. in der Forderung nur in diesem Umfang zukünftige Beiträge vorab berücksichtigt werden. Dies gilt unabhängig davon, ob das Zillmer-Verfahren angewandt wird oder nicht. Der Höchstzillmersatz ist ebenso bei der Bestimmung des Rückkaufswertes nach § 169 Abs. 3 VVG zu berücksichtigen. Dort ist das Zillmer-Verfahren wegen der Ausgestaltung ohnehin nicht anwendbar. Da die deutsche Aufsicht nicht über ausländische Versicherer bestimmen kann, gilt diese Vorschrift nicht für Versicherer mit Sitz im Ausland. Ausländische Versicherer dürfen also bei in Deutschland abgeschlossenen Verträgen Rückkaufswerte vereinbaren, bei denen ohne Einschränkung zukünftige Beiträge vorab berücksichtigt werden.
Die DeckRV bestimmt nur die Begrenzung der Berücksichtigung zukünftiger Beiträge. Sie definiert und regelt hingegen das Zillmer-Verfahren selbst nicht, sondern beschreibt es nur zur Erläuterung der Problematik, die zur rechtlichen Festsetzung eines Höchstzillmersatzes führte.

## „Gezillmerte Rückkaufswerte“
Mit dem Begriff „Zillmerung“ wird teilweise auch das Phänomen verbunden, dass der wirtschaftliche Wert eines Lebensversicherungsvertrages in der ersten Zeit deutlich unter der Summe der bereits gezahlten Beiträge liegt, auch wenn dies als wirtschaftliche Realität nicht durch das Verfahren begründet ist, mit dem der wirtschaftliche Wert bestimmt wird. Dies ist also keine spezifische Folge der Anwendung des zuvor beschriebenen Zillmer-Verfahrens, sondern ergibt sich bei jedem Verfahren, das zur Bestimmung des wirtschaftlichen Werts geeignet ist.
Rückkaufswerte, die dementsprechend anfänglich zeitweise sogar deutlich hinter den bereits gezahlten Beiträgen zurückbleiben, werden auch als gezillmerte Rückkaufswerte bezeichnet, ohne Rücksicht darauf, mit welchem mathematischen Verfahren die Werte berechnet wurden. Dabei reflektiert die Höhe dieser Rückkaufswerte nur den tatsächlichen wirtschaftlichen Wert des Vertrages. Gesetzliche Grundlage für den Rückkaufswert war in Deutschland von 1994 bis 2007 ausdrücklich der Zeitwert (§ 176 Abs. 3 VVG in der Fassung von 1994 bis 2007), also der wirtschaftliche Wert. Dieser ist stets mit dem prospektiven Verfahren zu bewerten und ist damit eher noch niedriger, als der vorsichtig anzusetzende Wert der Deckungsrückstellung. In der Diskussion um den Rückkaufswert geht es nicht um die Frage, ob das Zillmer-Verfahren verwendet wird oder nicht. Vielmehr geht es um die sich aus dem oben beschriebenen Phänomen des wirtschaftlichen Wertes ergebende Konsequenz, dass der Wert des Vertrages anfänglich eine ganze Zeit deutlich niedriger als die bereits gezahlten Beiträge ist. Dem steht die Sichtweise entgegen, nach der der Rückkaufswert sich an der Summe der bereits gezahlten Beiträge ausrichten, also höher als der wirtschaftliche Wert sein soll.
Der Rückkaufswert eines Lebensversicherungsvertrages musste in Deutschland bis 1994 laut Gesetz analog zur Deckungsrückstellung vereinbart werden. Bis 2008 konnte vertraglich vereinbart werden, dass der Rückkaufswert, zugunsten der Versicherungsnehmer von dem gesetzlichen Mindestwert, dem (wirtschaftlichen) Zeitwert, abweichend, analog zum handelsrechtliche bestimmten Wert, also der Deckungsrückstellung, bestimmt wurde. Da diese Werte aber üblicherweise mit dem Zillmer-Verfahren bestimmt wurden, stand das Zillmer-Verfahren mittelbar auch mit dem Rückkaufswert von vor 2008 abgeschlossenen Verträgen in Verbindung.
Seit 2008 kann der Rückkaufswert in Deutschland nicht mehr ohne weiteres auf der Basis der Deckungsrückstellung, also dem nach handelsrechtlichen Gründsätzen bestimmten wirtschaftlichen Wert der Verpflichtung des Versicherers, oder dem wirtschaftlichen Zeitwert vereinbart werden. Nach dem Gesetz sind im Rückkaufswert die Abschlusskosten in Höhe der kalkulatorischen Abschlusskostenzuschläge der Beiträge wenigstens auf 5 Jahre verteilt im heutigen Wert der Ausgaben anzusetzen. (§ 169 Abs. 3 VVG) Diese Berechnung des Rückkaufswertes ist mit dem Zillmer-Verfahren nicht erreichbar. Das sehr einfache Näherungsverfahren kann nur dann angewendet werden, wenn die Abschlusskosten vollständig bei Vertragsbeginn anfallen. Dennoch ist der Rückkaufswert anfangs immer noch niedriger (wenn auch nicht ganz so viel) wie die Summe der jeweils schon gezahlten Beiträge und daher wird umgangssprachlich immer noch im oben beschriebenen Sinn von Zillmerung gesprochen, wenn auf das Phänomen Bezug genommen wird, dass die Rückkaufswerte kleiner sind als die bislang gezahlten Beiträge. In Ländern, in denen sich der Rückkaufswert nach dem Wert des Vertrages richtet, selbst in solchen, wo das Zillmer-Verfahren niemals verwendet wurde, sind die Rückkaufswerte deutlich niedriger als in Deutschland.